# Osnago
Osnago (lombardul: Usnach) település Olaszországban, Lombardia régióban, Lecco megyében. Lakosainak száma 4733 fő (2023. január 1.). Osnago Cernusco Lombardone, Merate, Montevecchia, Lomagna, Missaglia, Carnate és Ronco Briantino községekkel határos.

## Népesség
A település lakossága az elmúlt években az alábbi módon változott:
| Lakosok száma | 4777 | 4783 | 4733 |
|               | 2017 | 2018 | 2023 |